# Pierre de Montreuil
Pierre de Montreuil oder Pierre de Montereau (* um 1200; † 17. März 1267) ist einer der wenigen namentlich bekannten Baumeister seiner Zeit. Er gilt als Wegbereiter der Hochgotik.

## Biografie

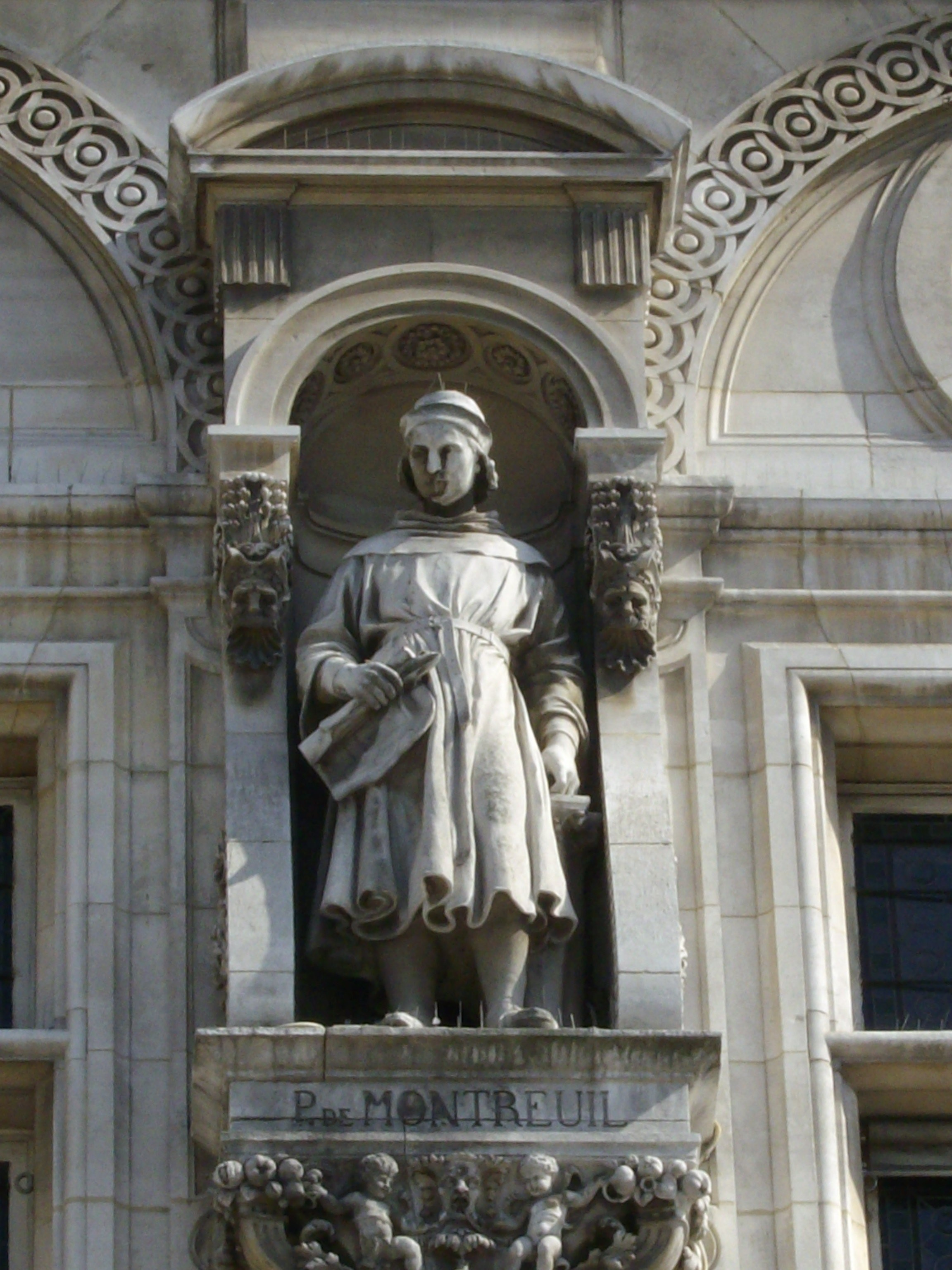
Statue von Pierre de Montreuil an der Fassade des Hôtel de Ville in Paris

Pierre de Montreuil soll nach seinen in der Champagne verbrachten Lehrjahren ab 1231 an dem Bau der Abteikirche Saint-Denis beteiligt gewesen sein. 1239 als Meister erwähnt, schließt er auf dem weitläufigen, damals noch vor den Toren von Paris gelegenen Gelände der Benediktinerabtei St. Germain-des-Prés unter Abt Simon (Abt von 1239 bis 1244) die Nordseite des Kreuzganges durch ein Refektorium ab und errichtet ab 1235 daselbst, etwas weiter östlich, die einschiffige, 32 m lange und 15 m hohe, lichtdurchflutete „Chapelle de la Vierge“ (Marienkapelle). Von diesen Bauten, die der Zerstörungswut der Revolutionäre zum Opfer fielen, blieben von dem Refektorium lediglich die Childebert-Statue (Louvre) aus dem Mittelpfeiler des Kreuzgangportals erhalten und von der Kapelle nur einige Fragmente in dem nördlich der früheren Abteikirche gelegenen Gärtchen sowie ein Portal, das im Musée national du Moyen Âge bewahrt wird.
Mangels Beweisführung zweifelhaft bleibt, ob Pierre de Montreuil auch die ihm oft zugeschriebene, zwischen 1235 und 1248 im Auftrag von König Ludwig IX. dem Heiligen errichtete zweigeschossige Palastkapelle Sainte-Chapelle (1235 bis 1248) schuf, die als Teil der ehemaligen Königsburg Palais de la Cité zur Aufbewahrung der Dornenkrone Christi entstand. Ebenfalls ohne Belege wird heute vermutet, dass hier ein Baumeister aus dem Umkreis von Robert de Luzarches, dem Architekten der Kathedrale von Amiens tätig war.
In den letzten Jahren seines Lebens arbeitete der Meister an der Kathedrale Notre Dame de Paris, wo er den südlichen Querhausarm vollendete, dessen Grundstein 1258 gelegt worden war.
Ihm zugeschrieben werden ferner die Palastkapellen der Schlösser Vincennes und Saint-Germain-en-Laye (1230 bis 1238) sowie das ehemalige Refektorium der Abtei St-Martin-des-Champs in Paris, heute Bibliothek des Conservatoire des Arts et Métiers.
Pierre de Montreuil starb am 17. März 1267 in Paris. Er wurde, so wie seine Gattin Agnès, in der Abtei St. Germain-des-Prés in der „Chapelle de la Vierge“ beigesetzt, die er selbst errichtet hatte. Der 1794 zerstörte Grabstein zeigte den Baumeister mit einem Zirkel in den Händen, die oft zitierte und reproduzierte Inschrift lautete „vivens doctor latomorum, Musterolo natus, jecet hic Petrus tumulatus“.
Ein Bruder – oder Sohn – von Pierre de Montreuil namens Eudes de Montreuil sowie dessen Sohn Raoul de Montreuil trugen beide den Titel „maîtres des œuvres du roi“.